# Larksville
Larksville és una població dels Estats Units a l'estat de Pennsilvània. Segons el cens del 2000 tenia 4.694 habitants.

## Demografia
Segons el cens del 2000, Larksville tenia 4.694 habitants, 1.808 habitatges, i 1.323 famílies. La densitat de població era de 380,7 habitants/km².
Dels 1.808 habitatges en un 32,1% hi vivien nens de menys de 18 anys, en un 56,3% hi vivien parelles casades, en un 12,6% dones solteres, i en un 26,8% no eren unitats familiars. En el 22,6% dels habitatges hi vivien persones soles l'11,7% de les quals corresponia a persones de 65 anys o més que vivien soles. El nombre mitjà de persones vivint en cada habitatge era de 2,59 i el nombre mitjà de persones que vivien en cada família era de 3,05.
Per edats la població es repartia de la següent manera: un 23,4% tenia menys de 18 anys, un 7,2% entre 18 i 24, un 27,2% entre 25 i 44, un 26,7% de 45 a 60 i un 15,5% 65 anys o més.
L'edat mediana era de 40 anys. Per cada 100 dones de 18 o més anys hi havia 91,9 homes.
La renda mediana per habitatge era de 35.467 $ i la renda mediana per família de 41.211 $. Els homes tenien una renda mediana de 33.993 $ mentre que les dones 21.998 $. La renda per capita de la població era de 16.196 $. Entorn del 10,2% de les famílies i el 13,6% de la població estaven per davall del llindar de pobresa.

## Poblacions més properes
El següent diagrama mostra les poblacions més properes.